# Wielonarodowa Dywizja Centrum-Południe
Wielonarodowa Dywizja Centrum-Południe (WDC-P) (ang. Multinational Division Central-South – MND C-S) – związek taktyczny utworzony w 2003 roku do administrowania centralno-południowym sektorem Iraku po zakończeniu II wojny w Zatoce, dowodzona przez dowództwo Polskiego Kontyngentu Wojskowego w Iraku.

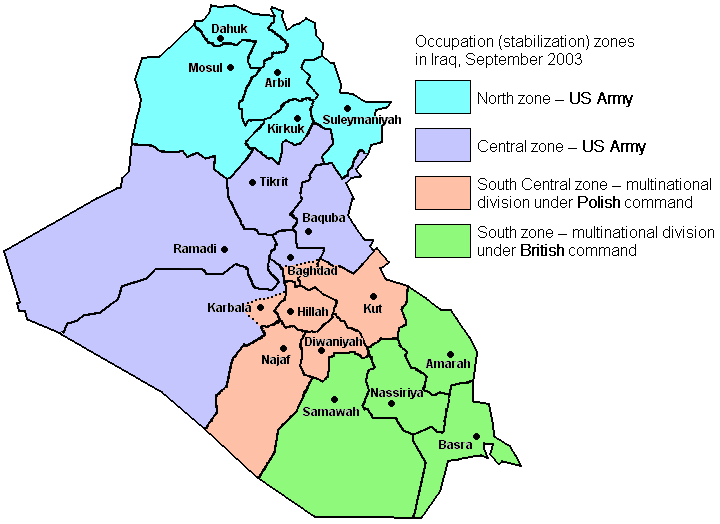
Strefy odpowiedzialności w Iraku w 2003 roku

## I zmiana
W maju 2003 Stany Zjednoczone zaprosiły Polskę do operacji wojskowej w Iraku, gdzie miała objąć dowództwo nad organizowaną Wielonarodową Dywizją Centrum-Południe. Pierwsze oddziały I zmiany PKW przybyły w czerwcu, a po nich kolejne z 20 różnych krajów.
3 września, licząca 8500 żołnierzy (w tym 2500 z Polski) WDC-P oficjalnie rozpoczęła działalność. W jej skład wchodziły:
- Wielonarodowa Dywizja Centrum-Południe (12 DZ) – gen. Andrzej Tyszkiewicz
  -  1 Brygadowa Grupa Bojowa (12 BZ) – gen. Marek Ojrzanowski
    -  Batalion Dowodzenia (12 bdow)
    -  1 Grupa Bojowa (12 bz)
    -  2 Grupa Bojowa (10 bz)
    -  3 Grupa Bojowa (1 bp)

  -  2 Brygadowa Grupa Bojowa (5 BZ) – gen. Serhij Bezłuszczenko
    -  4 Grupa Bojowa (51 sbz)
    -  5 Grupa Bojowa (52 sbz)

  -  3 Brygadowa Grupa Bojowa (B Plus-Ultra) – gen. Alfredo Cardona Torrez
    -  6 Grupa Bojowa (lbp)
    -  7 Grupa Bojowa (SGT)
    -  8 Grupa Bojowa (6 bpg)
    -  9 Grupa Bojowa (b Cuscatlan)

  -  Samodzielna Grupa Powietrzno-Szturmowa (25 BKPow, 1 psk)
  -  Batalion Dowodzenia (12 bdow)
  -  Batalion Logistyczny (10 BLog)
  -  Batalion Inżynieryjny (96 binż)
  -  Batalion Inżynieryjny
  -  Batalion Transportowy
  -  Jednostki wsparcia ogólnego

Ponadto w polskiej strefie stacjonował 2,5-tysięczny kontyngent Sił Zbrojnych Stanów Zjednoczonych. Nie wchodził on w skład dywizji, ale był do dyspozycji jej dowódcy.
Były one rozlokowane w 5 prowincjach, o obszarze łącznie 64 058 km² i zamieszkanych przez 3 600 000 Irakijczyków:
- Camp Babilon, Camp Charlie – Babilon
- Camp Lima – Karbala
- Camp Echo – Al-Kadisijja
- Camp Golf – An-Nadżaf
- Camp Delta – Wasit

Dywizja wykonywała głównie zadania stabilizacyjne, czyli:
- konwoje, patrole
- rozbrojenie ludności, rozminowanie terenów
- pomoc humanitarna
- szkolenie irackich sił bezpieczeństwa

## II zmiana

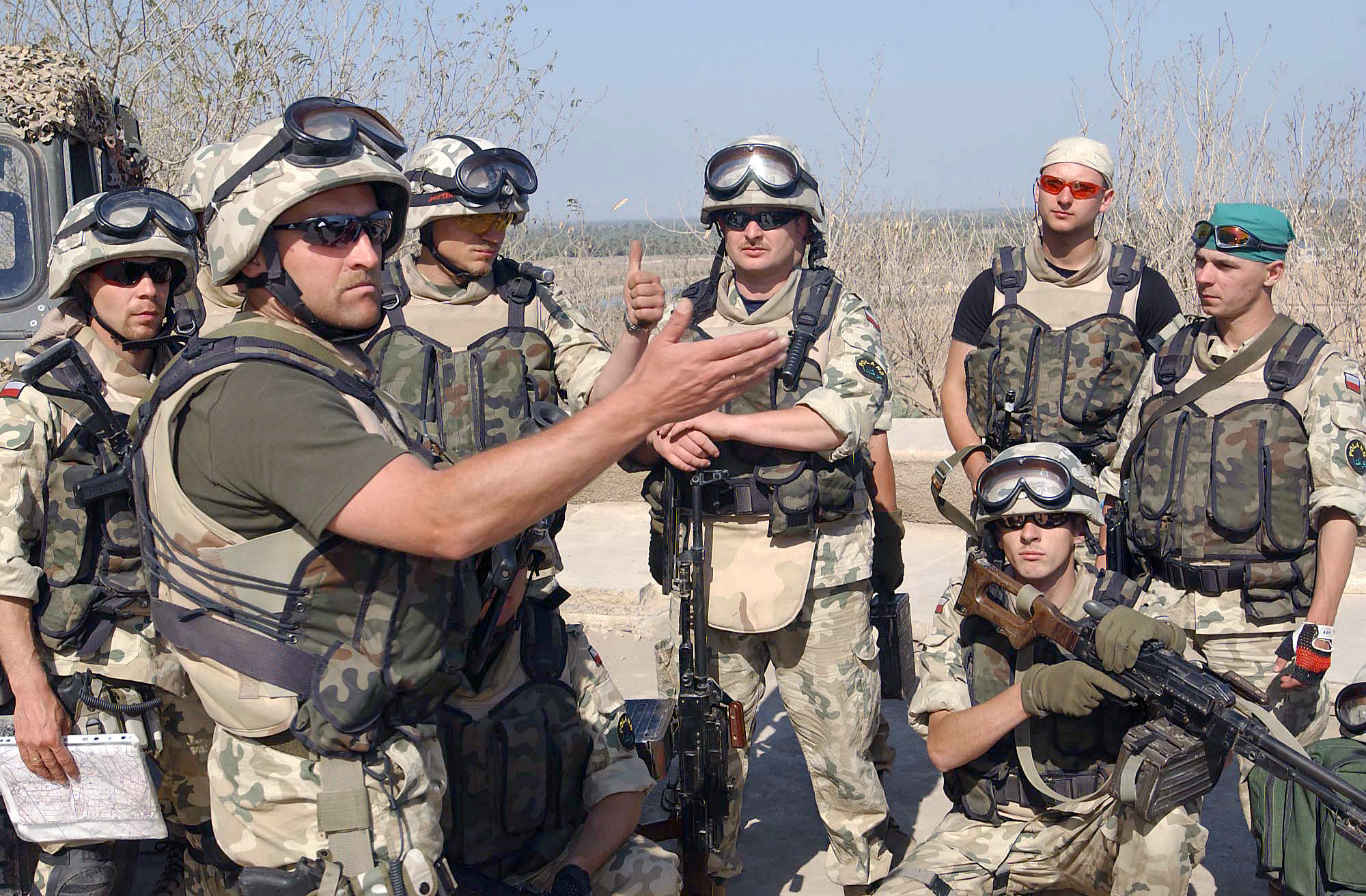
Polski patrol z Obozu Babilon

II zmiana oficjalnie działała od 13 lutego 2004, kontynuując zadania stabilizacyjne. W tym czasie, po zamachu bombowym w Madrycie, wycofana została Brygada Plus-Ultra (3 BGB), czyli kontyngenty z: Hiszpanii, Hondurasu i Dominikany (salwadorski pozostał). Nowe OdeB MNDC-S, liczącej 6500 żołnierzy, wyglądało następująco:
- Wielonarodowa Dywizja Centrum-Południe (11 DKPanc) – gen. Mieczysław Bieniek
  -  1 Brygadowa Grupa Bojowa (6 BDSz) – gen. Edward Gruszka
    -  Batalion Dowodzenia (6 bdow)
    -  1 Grupa Bojowa (18 bdsz)
    -  2 Grupa Bojowa (17 bz)
    -  3 Grupa Bojowa (2 bp)

  -  2 Brygadowa Grupa Bojowa (6 BZ) – gen. Serhij Ostrowski
    -  4 Grupa Bojowa (61 sbz)
    -  5 Grupa Bojowa (62 sbz)

  -  Samodzielna Grupa Powietrzno-Szturmowa (25 BKPow, 1 psk)
  -  Grupa Bojowa (b Cuscatlan)
  -  Batalion Dowodzenia (11 bdow)
  -  Batalion Logistyczny (10 BLog)
  -  Batalion Inżynieryjny
  -  Batalion Inżynieryjny
  -  Batalion Transportowy
  -  Jednostki wsparcia ogólnego

Dywizja kontrolowała już tylko 4 prowincje (An-Nadżaf przejęli Amerykanie, a Al-Kadisijję Polacy), o powierzchni 40 079 km² i zamieszkanych przez 3 100 000 Irakijczyków:
- Camp Babilon, Camp Charlie – Babilon
- Camp Echo – Al-Kadisijja
- Camp Lima, Camp Juliet – Karbala (rejon stoczenia bitwy o ratusza)
- Camp Delta – Wasit

## III zmiana
III zmiana rozpoczęła działalność 18 lipca 2004, wciąż wykonując te same zadania, co poprzednie. Zmianą było przeniesienie siedziby dowództwa z Obozu Babilon do Obozu Echo pod koniec roku.
Struktura Dywizji, po wycofaniu się kontyngentów z Tajlandii i Węgier, wyglądała następująco:
- Wielonarodowa Dywizja Centrum-Południe (16 DZ) – gen. Andrzej Ekiert
  -  1 Brygadowa Grupa Bojowa (16 BZ) – gen. Włodzimierz Potasiński
    -  Batalion Dowodzenia (16 bdow)
    -  1 Grupa Bojowa (9 bz)
    -  2 Grupa Bojowa (12 bz)
    -  3 Grupa Bojowa (3 bp)

  -  2 Brygadowa Grupa Bojowa (7 BZ) – płk Jurij Toropow
    -  4 Grupa Bojowa (71 sbz)
    -  5 Grupa Bojowa (72 sbz)

  -  Samodzielna Grupa Powietrzno-Szturmowa (25 BKPow, 1 psk)
  -  Grupa Bojowa (b Cuscatlan)
  -  Batalion Dowodzenia (16 bdow)
  -  Batalion Logistyczny (10 BLog)
  -  Batalion Inżynieryjny
  -  Jednostki wsparcia ogólnego

Po przekazaniu Amerykanom Karbalii (gdzie pozostał jedynie polski szpital wojskowy), pod kontrolą Polaków znajdowały się 3 prowincje, o obszarze 31 944 km² i liczące 2 200 000 mieszkańców:
- Camp Babilon, Camp Charlie – Babilon
- Camp Juliet – Karbala
- Camp Echo – Al-Kadisijja
- Camp Delta – Wasit

## IV zmiana
IV zmiana, realizująca działania stabilizacyjno-szkoleniowe (przekazywanie odpowiedzialności Irakijczykom, ograniczone zadania operacyjne), działała od 1 lutego 2005. W skład zmniejszonej do 5500 żołnierzy (w tym 1700 polskich) Wielonarodowej Dywizji wchodziły:
- Wielonarodowa Dywizja Centrum-Południe (11 DKPanc) – gen. Waldemar Skrzypczak
  -  1 Brygadowa Grupa Bojowa (10 BKPanc) – gen. Paweł Lamla
    -  Batalion Dowodzenia (10 bdow)
    -  1 Grupa Bojowa (10 bz)
    -  2 Grupa Bojowa (17 bz)
    -  3 Grupa Bojowa (4 bp)

  -  Samodzielna Grupa Powietrzno-Szturmowa (25 BKPow, 49 pśb, 1 psk)
  -  Grupa Bojowa (81 GB)
  -  Grupa Bojowa (b Cuscatlan)
  -  Batalion Dowodzenia (11 bdow)
  -  Batalion Logistyczny (1 BLog)
  -  Batalion Inżynieryjny
  -  Jednostki wsparcia ogólnego

Dywizja kontrolował wciąż te same trzy prowincje:
- Camp Charlie – Babilon
- Camp Echo – Al-Kadisijja
- Camp Delta – Wasit

## V zmiana

Polski patrol z Obozu Echo

V zmiana, mająca tym razem charakter szkoleniowo-stabilizacyjny (postawiono większy nacisk na szkolenie irackiej 8 Dywizji Piechoty), rozpoczęła działalność 26 lipca 2005. W związku z tym w WDC-P służyło już tylko 3500 żołnierzy (1400 polskich), podzielonych na następujące formacje:
- Wielonarodowa Dywizja Centrum-Południe (1 DZ) – gen. Piotr Czerwiński
  -  1 Brygadowa Grupa Bojowa (21 BSP) – gen. Mirosław Rozmus
    -  1 Grupa Bojowa (1 bsp)
    -  2 Grupa Bojowa (b Cuscatlan)
    -  3 Grupa Bojowa (5 bp)
    -  Grupa Manewrowa (25 BKPow, 49 pśb, 1 psk)

  -  Batalion Dowodzenia (1 bdow)
  -  Batalion Zaopatrzenia (1 bzaop)
  -  Batalion Saperów (96 binż)
  -  Jednostki wsparcia ogólnego

Pod koniec roku odpowiedzialność za prowincję Babilon przekazano Amerykanom, więc polska strefa liczyła 24 263 km² powierzchni i 1 100 000 mieszkańców:
- Camp Echo – Al-Kadisijja
- Camp Delta – Wasit

## VI zmiana
VI zmiana, rozpoczęta 6 lutego 2006, realizowała zadania szkoleniowo-doradcze (szkolenie i wsparcie wojsk irackich). Przez to PKW został zmniejszony do 900 żołnierzy (jego liczebność już się nie zmieniła do października 2008), podczas gdy cała MNDC-S liczyła ich 3800, a jej skład przedstawiał się następująco:
- Wielonarodowa Dywizja Centrum-Południe (12 DZ) – gen. Edward Gruszka
  -  1 Brygadowa Grupa Bojowa (2 BZ) – gen. Jerzy Michałowski
    -  Grupa Bojowa (2 bz)
    -  Grupa Bojowa (b Cuscatlan)
    -  Grupa Manewrowa (25 BKPow, 56 pśb, 1 psk)

  -  Batalion Dowodzenia i Zabezpieczenia(12 bdow)
  -  Batalion Zaopatrzenia (12 bzaop)
  -  Jednostki wsparcia ogólnego

Dywizja wciąż kontrolowała tylko 2 prowincje:
- Camp Echo – Al-Kadisijja
- Camp Delta – Wasit

## VII zmiana
VII zmiana, doradczo-szkoleniowa, działała od 18 lipca 2006. Wielonarodową Dywizja liczyła wtedy 1800 żołnierzy w składzie:
- Wielonarodowa Dywizja Centrum-Południe (16 DZ) – gen. Bronisław Kwiatkowski
  -  1 Brygadowa Grupa Bojowa (20 BZ) – gen. Grzegorz Buszka
    -  Grupa Bojowa (20 bz)
    -  Grupa Bojowa (b Cuscatlan)
    -  Grupa Manewrowa (25 BKPow, 1 psk)

  -  Batalion Dowodzenia i Zabzepieczenia(16 bdow)
  -  Batalion Zaopatrzenia (16 bzaop)
  -  Jednostki wsparcia ogólnego

Strefa odpowiedzialności pozostała taka sama:
- Camp Echo – Al-Kadisijja
- Camp Delta – Wasit

## VIII zmiana
VIII zmiana, rozpoczęta 24 stycznia 2007, wciąż realizowała działania doradczo-szkoleniowe. Także stan osobowy WDC-P pozostał taki sam (1800), zmiany zaszły w strukturze organizacyjnej:
- Wielonarodowa Dywizja Centrum-Południe (11 DKPanc) – gen. Paweł Lamla
  -  1 Brygadowa Grupa Bojowa (17 BZ) – gen. Mirosław Różański
    -  Grupa Bojowa (17 bz)
    -  Grupa Bojowa (b Cuscatlan)
    -  Grupa Manewrowa (25 BKPow, 49 pśb, 1 psk)

  -  Batalion Dowodzenia i Zabezpieczenia (11 bdow)
  -  Jednostki wsparcia ogólnego

Strefa kontrolowana przez Polaków pozostała niezmienna:
- Camp Echo – Al-Kadisijja (rejon operacji Czarny Orzeł)
- Camp Delta – Wasit

## IX zmiana
25 lipca 2007 był początkiem działalność IX zmiany.
Dywizja, zmniejszona do 1200 żołnierzy miała w składzie:
- Wielonarodowa Dywizja Centrum-Południe (1 DZ) – gen. Tadeusz Buk
  -  Grupa Bojowa – Task Force Lynx (1 bsp)
  -  Samodzielna Grupa Powietrzno-Szturmowa – Task Force Falcon (25 BKPow, 49 pśb)
  -  Zgrupowanie Sił Specjalnych (1 psk)
  -  Batalion Dowodzenia (1 bdow)
  -  Jednostki wsparcia ogólnego

Wojska te dalej były rozlokowane w:
- Camp Echo – Al-Kadisijja
- Camp Delta – Wasit

## X zmiana

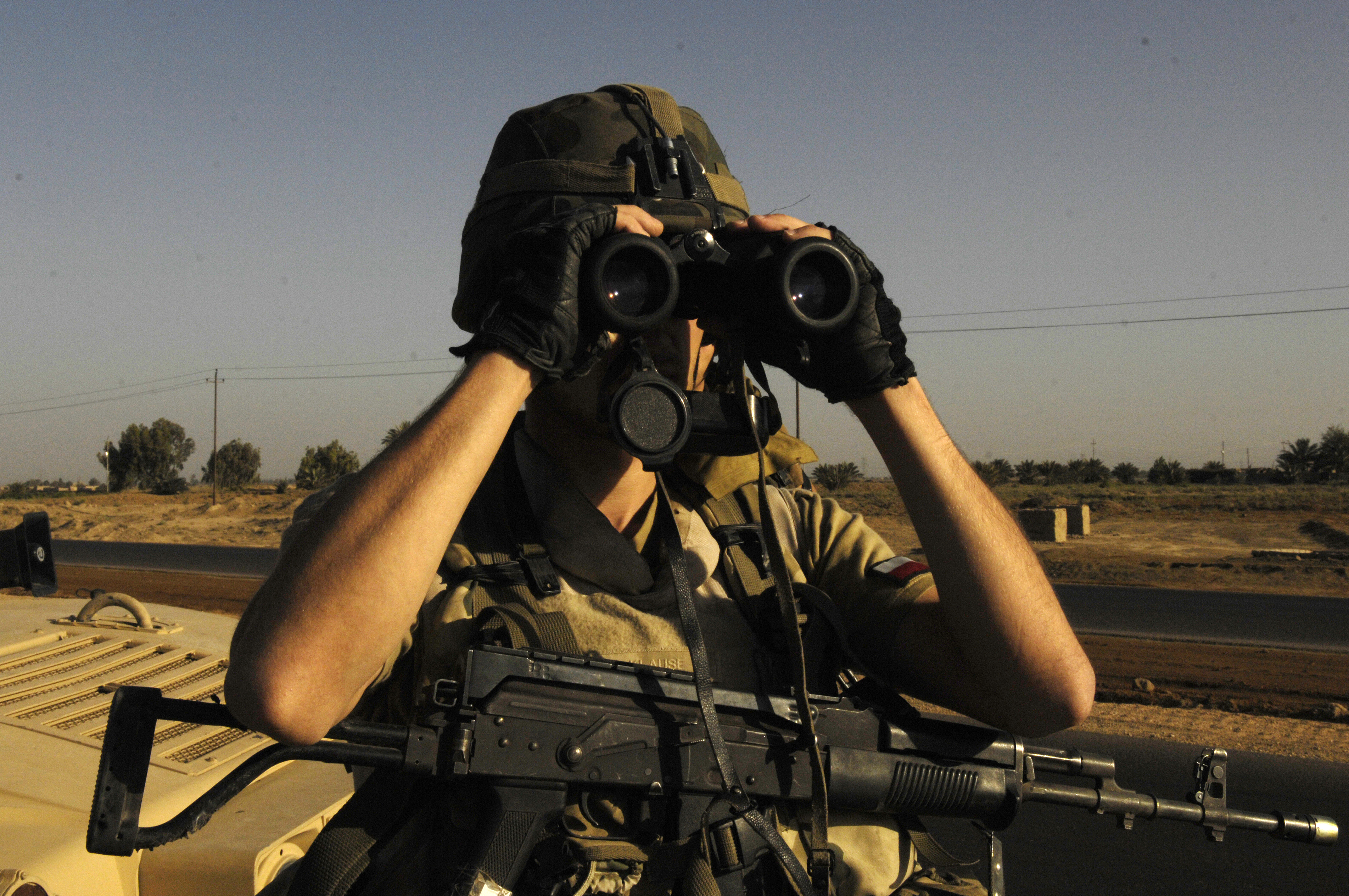
Żołnierz z Task Force Lynx

X, ostatnia zmiana działała od 30 stycznia 2008 roku. Głównym zadaniem Dywizji (liczącej 1200 żołnierzy), oprócz doradztwa i szkolenia 8 DP, było teraz przekazanie całości kontroli Irakijczykom, co nastąpiło 4 października i zabezpieczenie wycofania oddziałów koalicyjnych (ostatnie, salwadorskie powróciły w styczniu 2009). Do tego momentu tworzyły ją:
- Wielonarodowa Dywizja Centrum-Południe (12 DZ) – gen. Andrzej Malinowski
  -  Grupa Bojowa – Task Force Lynx (12 bz)
  -  Samodzielna Grupa Powietrzno-Szturmowa – Task Force Falcon (25 BKPow, 49 pśb)
  -  Zgrupowanie Sił Specjalnych (1 psk)
  -  Jednostki wsparcia ogólnego

Do października Polacy kontrolowali już tylko 1 prowincję, o powierzchni 8153 km² i zamieszkanej przez 925 000 mieszkańców:
- Camp Echo – Al-Kadisijja

## Państwa uczestniczące
W chwili przejęcia kontroli na strefą w MNDC-S służyli żołnierze z następujących krajów:
| - Bułgaria – 480 - Dominikana – 300 (do 2004) - Filipiny – 350 (do 2004) - Hiszpania – 1340 (do 2004) - Honduras – 370 (do 2004) - Kazachstan – 20 - Litwa – 45 (do 2008) - Łotwa – 145 - Mongolia – 190 (do 2008) | - Nikaragua – 111 (do 2004) - Polska – 2500 - Rumunia – 220 (do 2005) - Słowacja – 85 (do 2007) - Salwador – 364 (do 2006) - Tajlandia – 886 (do 2004) - Ukraina – 1640 - Węgry – 300 (do 2004) | oraz wydzieleni oficerowie z: - Dania – 10 (do 2007) - Holandia – 6 (do 2005) - Norwegia – 5 (do 2006) - Stany Zjednoczone - Wielka Brytania |

W następnych latach doszły jeszcze kontyngenty z Armenii oraz Bośni i Hercegowiny, zaś w chwili oddawania kontroli nad strefą Dywizję tworzyły:
| - Armenia – 46 - Bułgaria – 155 - Kazachstan – 29 - Łotwa – 125 | - Polska – 900 - Stany Zjednoczone – oficerowie łącznikowi - Ukraina – 40 - Wielka Brytania – oficerowie łącznikowi |